# Пуэрто-Рико на летних Олимпийских играх 1952
Пуэрто-Рико принимало участие в Летних Олимпийских играх 1952 года в Хельсинки (Финляндия) во второй раз за свою историю, но не завоевало ни одной медали, было представлено 21 спортсменом (все мужчины), принимавшими участие в 19 соревнованиях в 3 видах спорта (лёгкая атлетика, бокс, стрельба).

## Лёгкая атлетика

### Бег

#### 400 м
| Место | Имя           | Страна      | Время |
| ----- | ------------- | ----------- | ----- |
| 1     | Джеймс Лавери | Канада      | 48.47 |
| 2     | Юрий Литуев   | СССР        | 49.01 |
| 3     | Франк Ривера  | Пуэрто-Рико | 49.48 |
| 4     | Антонио Сидди | Италия      | 51.03 |

#### 800 м
| Место | Имя              | Страна      | Время  |
| ----- | ---------------- | ----------- | ------ |
| 1     | Ханс Ринг        | Швеция      | 1:53.6 |
| 2     | Артур Уинт       | Ямайка      | 1:54.2 |
| 3     | Дон Макмиллан    | Австралия   | 1:55.0 |
| 4     | Оскар Сутевей    | Бельгия     | 1:55.4 |
| 5     | Георгий Ивакин   | СССР        | 1:56.4 |
| 6     | Франк Ривера     | Пуэрто-Рико | 1:57.6 |
| 7     | Викторио Соларес | Гватемала   | 2:01.4 |

#### 110 м с препятствиями
| Место | Имя                 | Страна      | Время |
| ----- | ------------------- | ----------- | ----- |
| 1     | Евгений Буланчик    | СССР        | 14.4  |
| 2     | Эдмон Рудницка      | Франция     | 14.9  |
| 3     | Эстанислао Кокоурек | Аргентина   | 15.0  |
| 4     | Ристо Сюрьянен      | Финляндия   | 15.4  |
| 5     | Хуан Леброн         | Пуэрто Рико | 15.4  |
| 6     | Фуад Язги           | Египет      | 16.1  |

| Место | Имя           | Страна         | Время |
| ----- | ------------- | -------------- | ----- |
| 1     | Кен Даблдэй   | Австралия      | 14.5  |
| 2     | Джек Паркер   | Великобритания | 14.8  |
| 3     | Гордон Кросби | Канада         | 14.8  |
| 4     | Теофило Колон | Пуэрто Рико    | 15.2  |
| -     | Михаил Михаил | Греция         | -     |
| -     | Имре Ретезар  | Венгрия        | -     |

#### 400 м с препятствиями
| Место | Имя             | Страна         | Время |
| ----- | --------------- | -------------- | ----- |
| 1     | Армандо Филипут | Италия         | 53.8  |
| 2     | Гарри Уиттл     | Великобритания | 53.9  |
| 3     | Анталь Липпаи   | Венгрия        | 54.0  |
| 4     | Амадео Франсис  | Пуэрто рико    | 54.0  |
| 5     | Жан Тюро        | Франция        | 56.7  |

### Другие виды спорта

#### Тройной прыжок
| Место | Группа | Имя              | Страна      | 1     | 2     | 3     | Результат |
| ----- | ------ | ---------------- | ----------- | ----- | ----- | ----- | --------- |
| 35    | A      | Франсиско Кастро | Пуэрто Рико | 13.35 | 13.27 | 13.37 | 13.37     |

#### Толкание ядра
| Место | Имя           | Странна     | 1     | 2     | 3     | Результат |
| ----- | ------------- | ----------- | ----- | ----- | ----- | --------- |
| 16    | Рамон Росарио | Пуэрто Рико | 14.21 | 14.00 | 13.94 | 14.21     |

#### Метание копья
| Место | Группа | Имя              | Страна      | Результат |
| ----- | ------ | ---------------- | ----------- | --------- |
| 25    | B      | Рейнальдо Оливер | Пуэрто Рико | 52.40     |

#### Метание молота
| Место | Группа | Имя           | Страна      | 1 | 2 | 3 | Результат      |
| ----- | ------ | ------------- | ----------- | - | - | - | -------------- |
| -     | A      | Хайме Аннекси | Пуэрто Рико | X | X | X | не было старта |

## Бокс
| Имя            | Категория | 1/16 финала | 1/16 финала | 1/8 финала           | 1/8 финала           | 1/4 финала           | 1/4 финала           | 1/2 финала           | 1/2 финала           | Финал                | Финал                |
| Имя            | Категория | Противник   | Результат   | Противник            | Результат            | Противник            | Результат            | Противник            | Результат            | Противник            | Результат            |
| -------------- | --------- | ----------- | ----------- | -------------------- | -------------------- | -------------------- | -------------------- | -------------------- | -------------------- | -------------------- | -------------------- |
| Пабло Луго     | до 51 кг  | Зима (AUT)  | L PTS 1:2   | Закончил выступление | Закончил выступление | Закончил выступление | Закончил выступление | Закончил выступление | Закончил выступление | Закончил выступление | Закончил выступление |
| Анхель Фигероа | 51-54 кг  | Тьен (VIE)  | W PTS 3:0   | Majdloch (TCH)       | L PTS 0:3            | Закончил выступление | Закончил выступление | Закончил выступление | Закончил выступление | Закончил выступление | Закончил выступление |
| Хуан Курет     | 60-64 кг  | Мусса (LIB) | W KO R2     | Visintin (ITA)       | L PTS 0:3            | Закончил выступление | Закончил выступление | Закончил выступление | Закончил выступление | Закончил выступление | Закончил выступление |

## Стрельба
Мужчины
| Athlete                | Event         | Финал     | Финал |
| Athlete                | Event         | Результат | место |
| ---------------------- | ------------- | --------- | ----- |
| Эрнесто Ривера         | 25 m пистолет | 546       | 29    |
| Хосе Руа               | 25 m пистолет | 553       | 22    |
| Альберто Герреро       | 50 m пистолет | 517       | 27    |
| Рамиро Ортис           | 50 m пистолет | 492       | 44    |
| Хосе Анхель Галиньянес | Винтовка      | 117       | 39    |